# リビン・テクノロジーズ
リビン・テクノロジーズ株式会社（英: Living Technologies Inc.）は、東京都中央区に本社を置き、不動産サービス一括査定サイト「リビンマッチ」を主とする不動産プラットフォーム事業を展開する日本の不動産テック企業である。

## 概要
2004年1月に前身となる株式会社シースタイル設立。インターネット広告代理店として事業を行う。不動産プラットフォーム事業の一環として、バーティカルメディア事業に主軸を移し、現在に至る。不動産に関する人材サービス事業、M&A事業も行う。
全国3カ所に営業拠点を持つ。

## 沿革
- 2004年
  - 1月 - 東京都中央区新川にて株式会社シースタイルを設立（資本金1,000万円）[4]
  - 2月 - インターネット広告代理事業を開始する。
- 2005年
  - 6月 - 本社を東京都中央区日本橋馬喰町に移転
  - 12月 - 第三者割当増資実施（資本金3,100万円）
- 2006年
  - 6月 - ベンチャー通信「BESTベンチャー100」に選出される
  - 12月 -「不動産マンション売却査定.com」運営開始、不動産メディア事業スタート
- 2007年
  - 3月 - プライバシーマーク取得（第A830322号）
  - 12月 - 本社を東京都中央区日本橋箱崎町に移転
- 2008年
  - 3月 -「貸事務所・貸店舗ナビ」運営開始
  - 10月 - サイトメンテナンス事業開始
- 2009年12月 -「任意売却・無料相談.com」運営開始
- 2010年2月 - 将来有望なベンチャー企業300社「VentureNow300」に選出される
- 2011年11月 - 土地活用会社比較サービス開始
- 2012年
  - 1月 - 本社を東京都中央区日本橋箱崎町内で移転。不動産賃貸・売買の面談課金サイト「ふどなび」を開設
  - 9月 - 「賃貸管理Xリロケーション.com」を開設
- 2013年
  - 2月 -「不動産買取査定.com」を開設
  - 3月 - 大阪オフィスを開設[5]
  - 6月 - 福岡オフィスを開設[6]
  - 10月 -「マンション管理費＆修繕費見直し.com」を開設。「ビルメン見直し.com」を開設
  - 12月 - 本社を東京都中央区日本橋堀留町に移転
- 2014年
  - 1月 - 不動産メディア8サイトを統合し「スマイスター」を開始
  - 11月 -「海外不動産投資」サービス開始
  - 12月 -「賃貸オフィス」サービス開始
- 2015年
  - 9月 - ヴィレッジヴァンガード子会社より「ヴィレッジ不動産」を買収。「リノベーション」サービス開始
  - 12月 -「不動産業界M&A」を開始。「全国不動産会社データベース」を開始
- 2016年
  - 7月 - スマイスターにキャラクター登場（ター坊）
  - 10月 - 不動産情報発信メディア「スマイスターMagaZine」開始
  - 11月 - 本社を東京都中央区日本橋堀留町内で移転。査定書作成のクラウド型サービス開始
- 2017年
  - 1月 - 営業進捗管理システム提供開始
  - 6月 - 「不動産売却の窓口」サービス開始
  - 10月 - 人材紹介サービス開始（有料職業紹介事業許可 13-ユ-308903 ）
  - 11月 - 注文住宅会社比較サービス開始
- 2018年
  - 2月 - 採用サイトのクラウド型CMS「RecMax」サービス開始。不動産求人情報サービス開始
  - 6月 - リビン・テクノロジーズ株式会社に社名変更[7]
  - 11月 - 不動産バーティカルメディアの名称を 「リビンマッチ」に変更
- 2019年
  - 3月 - iPhone・Android向けアプリ「らくらく査定」リリース[8]
  - 4月 -「不動産＆建設転職エージェント」開始
  - 6月 - 東京証券取引所マザーズ市場上場（証券コード：4445）[9]
  - 9月 - 名古屋オフィスを開設[10]
  - 11月 -「不動産実務者向けeラーニングサービス」開始[11]
- 2020年
  - 3月 - 「ベスト不動産カンパニー」制度を設立
  - 5月 - 船橋オフィスを開設[12]。SaaS型ステップメール配信システム「SMSハンター」を開始
  - 7月 - 福山オフィスを開設[13][14]
  - 8月 - さいたまオフィスを開設[15]。横浜オフィスを開設[16]
  - 11月 - 金融関連サービス「リースバック比較PRO」を開始。「リビンマッチ」が全国認知度・今後利用したい不動産査定サイトNo.1に輝く[17]
- 2021年9月 - 外壁塗装の比較サイト「ぬりマッチ」を開始
- 2022年
  - 8月 - オンライン住宅展示場「メタ住宅展示場」を開始
  - 11月 - 本社第2オフィスを開設

## サービス
- リビンマッチ[18]（不動産サービス比較サイト）
- リビンマガジンBIZ（不動産系メディア）
- SMSハンター（ショートメッセージ追客サービス）
- 不動産の集客ナビ（不動産系メディア）
- 不動産＆建設転職エージェント（不動産系人材サービス）
- 不動産売却の窓口（不動産サービス比較サイト）
- RecMax（採用サイト制作サービス）
- リースバック比較PRO（不動産サービス比較サイト）
- ぬりマッチ（外壁・屋根塗装サービス比較サイト）
- 不動産ビジネスバンク（不動産ビジネスツール比較サイト）
- 不動産M&Aセンター
- らくらく不動産査定（不動産査定アプリ）
- メタ住宅展示場[19]（オンライン住宅展示場）

## 所在地
| 拠点            | 住所                                               |
| --------------- | -------------------------------------------------- |
| 本社            | 東京都中央区日本橋堀留町1-8-12 さくら堀留ビル8階   |
| 本社第2オフィス | 東京都中央区日本橋人形町3-6-7 人形町共同ビル5階    |
| 大阪オフィス    | 大阪府大阪市北区西天満5-16-3 西天満ファイブビル6階 |
| 福岡オフィス    | 福岡県福岡市博多区綱場町5-28 さかえビル3階         |

## 各種認定
- 有料職業紹介事業許可 13-ユ-308903
- 労働者派遣事業許可 派13-308471
- プライバシーマーク認定事業者 10830322(07)
- 電気通信事業届出事業者 A-29-16322
- Yahoo! JAPAN マーケティングソリューション★★パートナー
- Google社認定 「Google Partner」

## 加盟団体
- 一般社団法人不動産テック協会（略称RET）

## 雑記
- 日本マーケティングリサーチ機構による「働きたい成長企業」2017年度第1位[20]に選ばれました。
- 不動産関連の比較査定サイト『リビンマッチ』が全国認知度・今後利用してみたい不動産売却査定サイト No.1[21] に輝きました！